# Pile
Pile er et amerikansk rockband fra Boston, Massachusetts.

## Diskografi
- demonstration (2007)
- jerk routine (2009)
- magic isn't real (2010)
- big web seven inch (2011)
- dripping (2013)
- Special Snowflakes b/w Mama's Lipstick (2014)